# Facsinay László
Facsinay László (Aknaszlatina, 1909. március 28. – Budapest, 1985. február 16.)  magyar geofizikus. A Nagylengyel környéki gravitációs kutatásainak eredményeként kőolajmezőt tártak fel, ezért 1953-ban Kossuth-díjjal tüntették ki.

## Életrajza
1933-ban szerzett matematika-fizika szakos tanári oklevelet a budapesti tudományegyetemen. A MAORT (Magy. Olajipari Rt.) alkalmazásába került és bekapcsolódott a dunántúli geofizikai kutatásokba. 1938-ban a Graz környéki Eötvös-inga méréseket irányította. Külföldi tanulmányutakon vett részt, majd a graviméteres mérések hazai bevezetését próbálta megvalósítani.
Az 1940-es években az egész Dunántúlra kiterjedő gravitációs alaphálózatot létesített. A MAORT államosítása után az Eötvös Loránd Geofizikai Intézethez került, ahol a gravitációs osztály vezetője lett. A Nagylengyel környéki gravitációs kutatásainak eredményeként kőolajmezőt tártak fel, ezért 1953-ban Kossuth-díjjal tüntették ki. 
1953-tól 1959-ig a Földtani Főigazgatóság főgeofizikusaként dolgozott. 1959-62-ig Kínában volt geofizikai tanácsadó. Hazatérése után az OKGT (Országos Kőolaj és Gázipari Tröszt) geofizikai kutatási üzemének gravitációs osztályát vezette, nyugdíjazásáig, 1970-ig. Ezekben az években fő kutatási területe a közép-európai kéregszerkezet gravitációs anomáliák alapján történő vizsgálata.

## Munkái
- A dunántúli relatív ingaállomásokon mért nehézségi anomáliák újabb meghatározása graviméterrel (1942) [1]
- Gravitációs mérések és izosztázia (1952)
- Szeizmikus mérések a feltalajkutatásban (1953)